# ヴィダー (仮装巡洋艦)
ヴィダー (Widder) は、第二次世界大戦中のドイツの仮装巡洋艦の1隻。元はハンブルク・アメリカライン社 (Hapag-Lloyd) の客船ノイマルク (Neumark) で、1939年に仮装巡洋艦に改装された。7,851トン。武装は5.9インチ砲6門、魚雷発射管4門など。ヴィダーは大西洋で通商破壊戦を行い10隻58,644トンの船を沈めるか拿捕した。
1940年5月6日にドイツを出撃。5月8日ベルゲン入港。5月12日にベルゲンを出港し、デンマーク海峡を通って大西洋に進出した。6月13日、イギリスのタンカー「ブリティッシュ・ペトロル(British Petrol)」を撃沈。6月26日、ノルウェーのタンカー「Krossfonn」を発見、拿捕してブレストへ送った。7月7日、スペインの貨物船「Motomar」を臨検。7月10日、イギリスの貨物船「ダヴィジャン(Davisian)」を撃沈。7月13日、イギリスの貨物船「キング・ジョン(King John)」を撃沈。8月4日、ノルウェーのタンカー「Beaulieu」を撃沈。8月8日、オランダの貨物船「Oostplein」を撃沈。8月11日、ノルウェーの帆船「Killoran」を臨検。イギリスにより運航され、積荷もイギリスのものであったことから「Killoran」は沈められた。8月21日、イギリスの貨物船「アングロ・サクソン(Anglo Saxon)」を撃沈。8月26日、貨物船とタンカーを発見するが、攻撃に失敗する。9月2日、イギリスのタンカー「シンベリン(Cymbelin)」を撃沈。9月8日、ギリシャの貨物船「Antonios Chandris」を停船させ、爆薬を仕掛けて沈めた。10月31日、ブレストに帰投。
艦長ヘルムート・フォン・ルクテシェル (Hellmuth von Ruckteschell) は、仮装巡洋艦「ミヒェル」に移り、再度通商破壊戦に出撃し、1943年3月に神戸に入港。
ヘルムート・フォン・ルクテシェルは横浜港ドイツ軍艦爆発事件で仮装巡洋艦トール号を失ったギュンター・グンプリッヒ（Günther Gumprich）艦長にミヒェルの指揮を譲り、同年4月、駐日ドイツ大使館勤務に移った。
戦争を生き延びたヴィダーは戦後にイギリスが接収し、1950年にドイツの会社に売却される。1955年座礁。